# Güevéjar
Güevéjar è un comune spagnolo di 1 748 abitanti situato nella comunità autonoma dell'Andalusia.